# Руддок Мпанзу, Пелли
Пелли́ Руддо́к Мпанзу́ (фр. Pelly Ruddock Mpanzu; род. 22 марта 1994, Хендон, Большой Лондон) — конголезский футболист, полузащитник сборной ДР Конго.

## Клубная карьера
Мпанзу — воспитанник английского клуба «Борем Вуд». 13 августа 2011 года в матче против «Хавант энд Уотерлувилл» он дебютировал в Южной национальной лиге. В том же году Мпанзу перешёл в «Вест Хэм Юнайтед», подписав контракт на 2,5 года. 29 октября 2013 года в матче Кубка английской лиги против «Бернли» он дебютировал за основной состав.
В том же году Мпанзу на правах аренды перешёл в «Лутон Таун». 7 декабря в матче против «Олфретон Таун» он дебютировал в Национальной лиге Англии. По окончании аренды клуб выкупил трансфер игрока. 2 апреля 2014 года в поединке против «Дартфорда» Пелли забил свой первый гол за «Лутон Таун». По окончании сезона он помог клубу выйти во Вторую лигу Англии, а через четыре года в Первую. В 2019 году Мпанзу помог команде выйти в более высокий дивизион. 2 августа 2019 года в матче против «Мидлсбро» он дебютировал в Чемпионшипе. По итогам сезона 2022/2023 Пелли помог клубу выйти в элиту, став первым игроком в истории кто вышел из Пятой лиги в высшую с одной командой.

## Международная карьера
5 июня 2021 года в товарищеском матче против сборной Туниса Мпанзу дебютировал за сборную ДР Конго.

## Достижения
«Лутон Таун»
- Бронзовый призёр Чемпионшипа: 2022/23
- Чемпион Третьего дивизиона Англии: 2018/19
- Серебряный призёр Четвёртого дивизиона Англии: 2017/18
- Чемпион Пятого дивизиона Англии: 2013/14